# وست ایر (ایالات متحده آمریکا)
وست ایر (به انگلیسی: West Air) یک شرکت هواپیمایی است که در ۱۹۸۸ میلادی تأسیس شده‌است. دفتر مرکزی وست ایر (ایالات متحده آمریکا) در لاس وگاس، نوادا، ایالات متحده آمریکا واقع شده‌است و به ۲۲ مقصد، پرواز انجام می‌دهد.